# Агата Бараньська
Агата Бараньська (пол. Agata Barańska; нар. 23 грудня 1993) — колишня польська тенісистка.
Найвищу одиночну позицію світового рейтингу — 812 місце досягла 11 червня 2012, парну — 461 місце — 28 вересня 2015 року.
Здобула 1 одиночний та 4 парні титули.

## Фінали ITF

### Парний розряд: 9 (4–5)
| Легенда         |
| --------------- |
| турніри $50,000 |
| турніри $25,000 |
| турніри $15,000 |
| турніри $10,000 |

| Фінали за покриттям |
| ------------------- |
| Тверде (2–2)        |
| Ґрунт (1–3)         |
| Трава (0–0)         |
| Килим (1–0)         |

| Результат | Ранг | Дата            | Турнір                     | Покриття | Партнерка             | Суперниці                            | Рахунок                 |
| --------- | ---- | --------------- | -------------------------- | -------- | --------------------- | ------------------------------------ | ----------------------- |
| Перемога  | 1.   | 23 липня 2011   | ITF Касабланка, Марокко    | Ґрунт    | Нур Аббес             | Хімена Ермосо Іветт Лопес            | 6–4, 6–2                |
| Перемога  | 2.   | 2 червня 2013   | ITF Кантаньєде, Португалія | Килим    | Зузанна Мацєєвська    | Аранса Салут Кароліна Себальйос      | 6–7(4–7), 6–4, [12–10]  |
| Поразка   | 1.   | 16 вересня 2013 | ITF Пула, Італія           | Ґрунт    | Пія Коніг             | Квірін Лемуан Ґабрієла ван де Ґраф   | 4–6, 7–6(12–10), [3–10] |
| Поразка   | 2.   | 17 березня 2014 | ITF Іракліон, Греція       | Тверде   | Вівіан Златанова      | Петра Убералова Катінка фон Дайхманн | 5–7, 2–6                |
| Перемога  | 3.   | 7 червня 2014   | ITF Сан-Сіті, ПАР          | Тверде   | Стефані Кент          | Ілзе Хаттінг Мадрі Ле Ру             | w/o                     |
| Перемога  | 4.   | 13 жовтня 2014  | ITF Анталія, Туреччина     | Тверде   | Клотільда де Бернарді | Катаріна Герінґ Яйні Схепенс         | 6–3, 6–3                |
| Поразка   | 3.   | 26 січня 2015   | ITF Анталія                | Ґрунт    | Вікторія Мунтян       | Екатеріне Горгодзе Софія Квацабая    | 2–6, 2–6                |
| Поразка   | 4.   | 3 квітня 2015   | ITF Мельбурн, Австралія    | Ґрунт    | Сандра Заневська      | Прісцілла Хон Теммі Петтерсон        | 6–2, 4–6, [10–12]       |
| Поразка   | 5.   | 20 вересня 2015 | ITF Анталія                | Тверде   | Ван Янь               | Ілзе Хаттінг Шанталь Шкамлова        | 6–7(3–7), 6–3, [2–10]   |